# Rufio Postumio Festo (console 439)
Festo (latino: Festus; fl. 439) è stato un politico romano.
Fu il console del 439 designato dalla corte romana d'Occidente, con l'imperatore d'Oriente Teodosio II come collega.
Probabilmente si chiamava Rufio Postumio Festo(latino: Rufius Postumius Festus) ed era padre dell'omonimo console del 472.